# Piruló zsemlegomba
A piruló zsemlegomba (Albatrellus subrubescens) az Albatrellaceae családba tartozó, Eurázsiában és Észak-Amerikában honos, fenyvesekben élő, ehető gombafaj. 

## Megjelenése
A piruló zsemlegomba kalapja 7-18 (30) cm széles, alakja fiatalom domború, de rövid időn belül laposan kiterül vagy középen benyomottá válik, gyakran szabálytalan, lebenyes, a szomszédos kalapok összenőhetnek. Színe fiatalon fehéres vagy krémszínű, később halvány sárgásbarnás, néha vörhenyes, lilás árnyalattal. Széle hullámos, általában begöngyölt marad. Felszíne idősen vagy száraz időben felrepedezik. 
Húsa kemény, törékeny; színe fehér, sérülésre vöröses-sárgásan elszíneződik. Szaga és íze nem jellegzetes, idősen kesernyés lehet.
Lefutó termőrétege csöves. A pórusok viszonylag kicsik (2-3/mm), szabálytalanul oválisak. Színe fehér vagy krémsárga.
Tönkje 3-7 cm magas és 1-3 cm vastag. Alakja lefelé vékonyodó. Színe krémfehér vagy kissé vöröses árnyalatú, sérülésre sárgásan, narancsosan színeződik. 
Spórapora fehér. Spórája ellipszis vagy tojásdad alakú, finoman rücskös, amiloid, mérete 3,4-4,7 x 2,2-3,4 µm. 

### Hasonló fajok
A sárga zsemlegomba nagyon hasonlít rá, de annak húsa nem vörösödik és spórája inamiloid. 

## Elterjedése és termőhelye
Eurázsiában és Észak-Amerikában honos. 
Savanyú vagy semleges talajú fenyvesekben, vegyes erdőkben él. Nyár közepétől késő őszig terem. 
Ehető, de a rá érzékeny személyeknél nyersen emésztőszervi panaszokat okozhat.

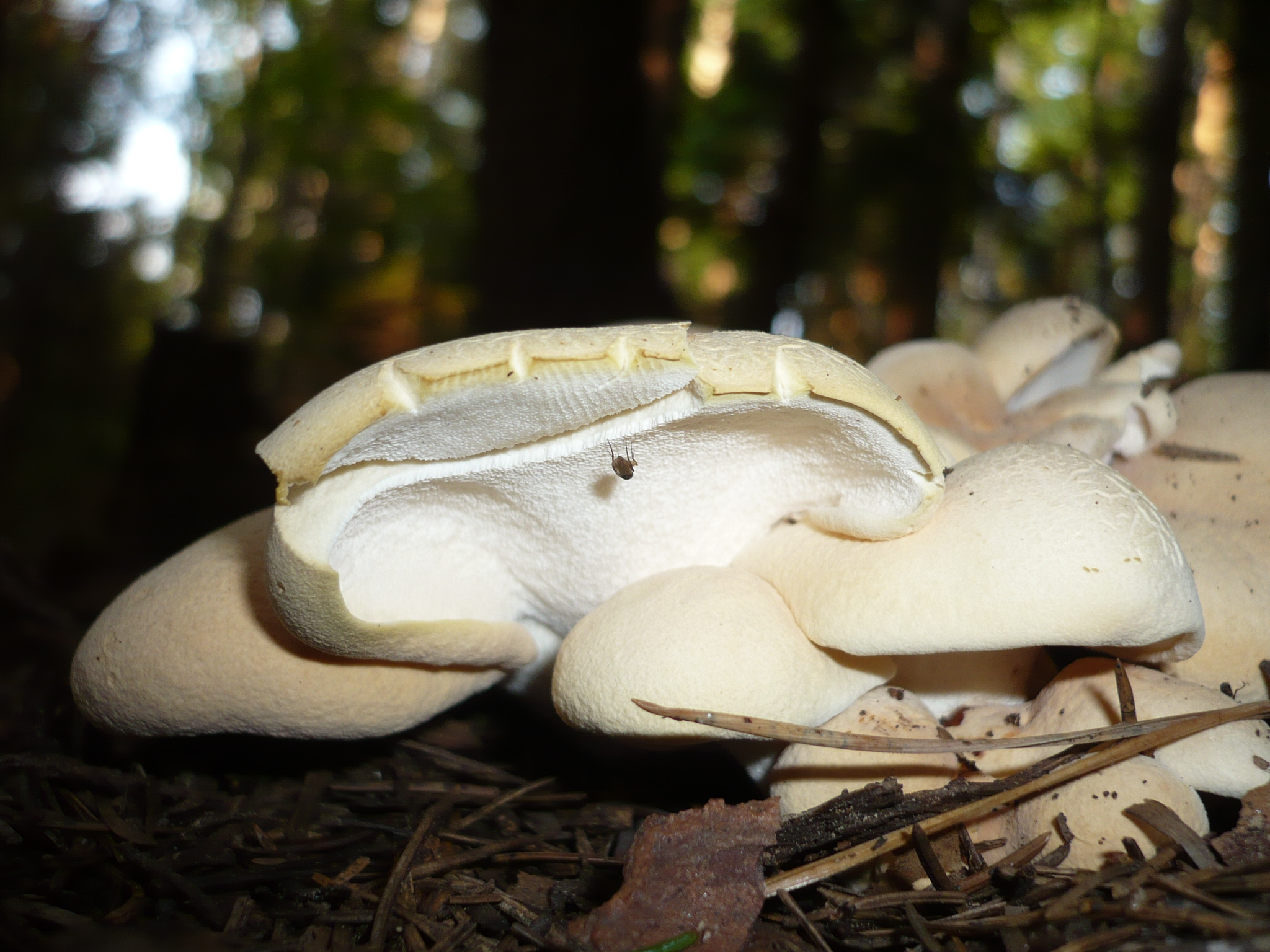
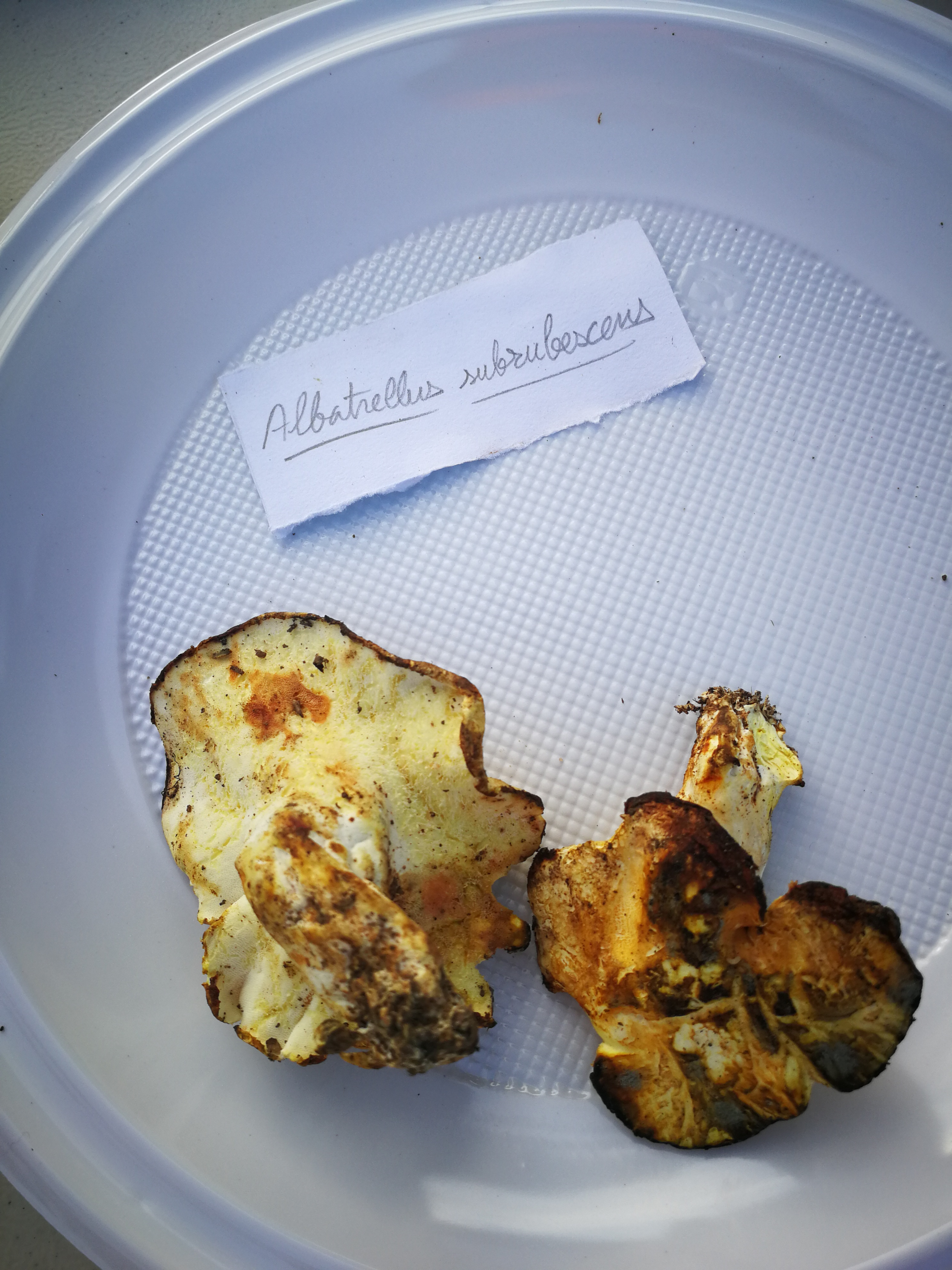